# Sangiovese

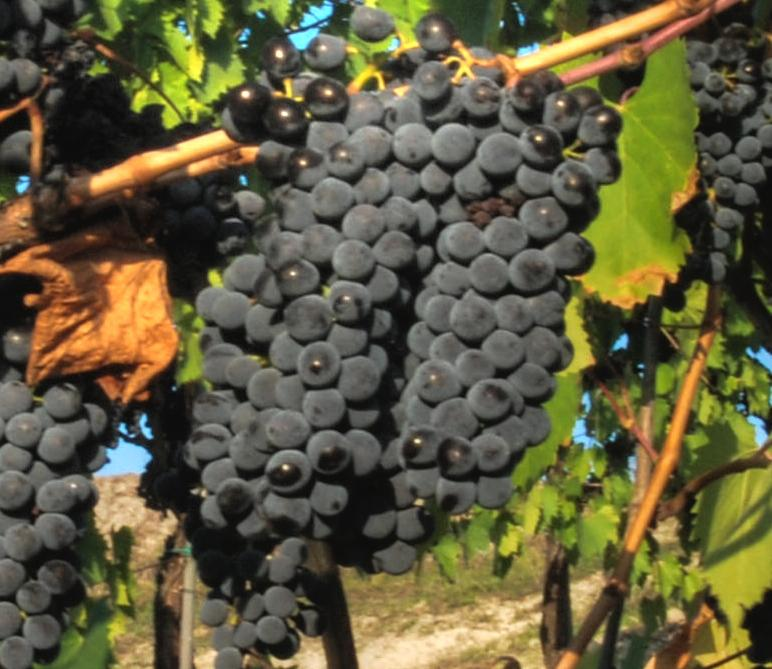
Sangiovese-klasar.

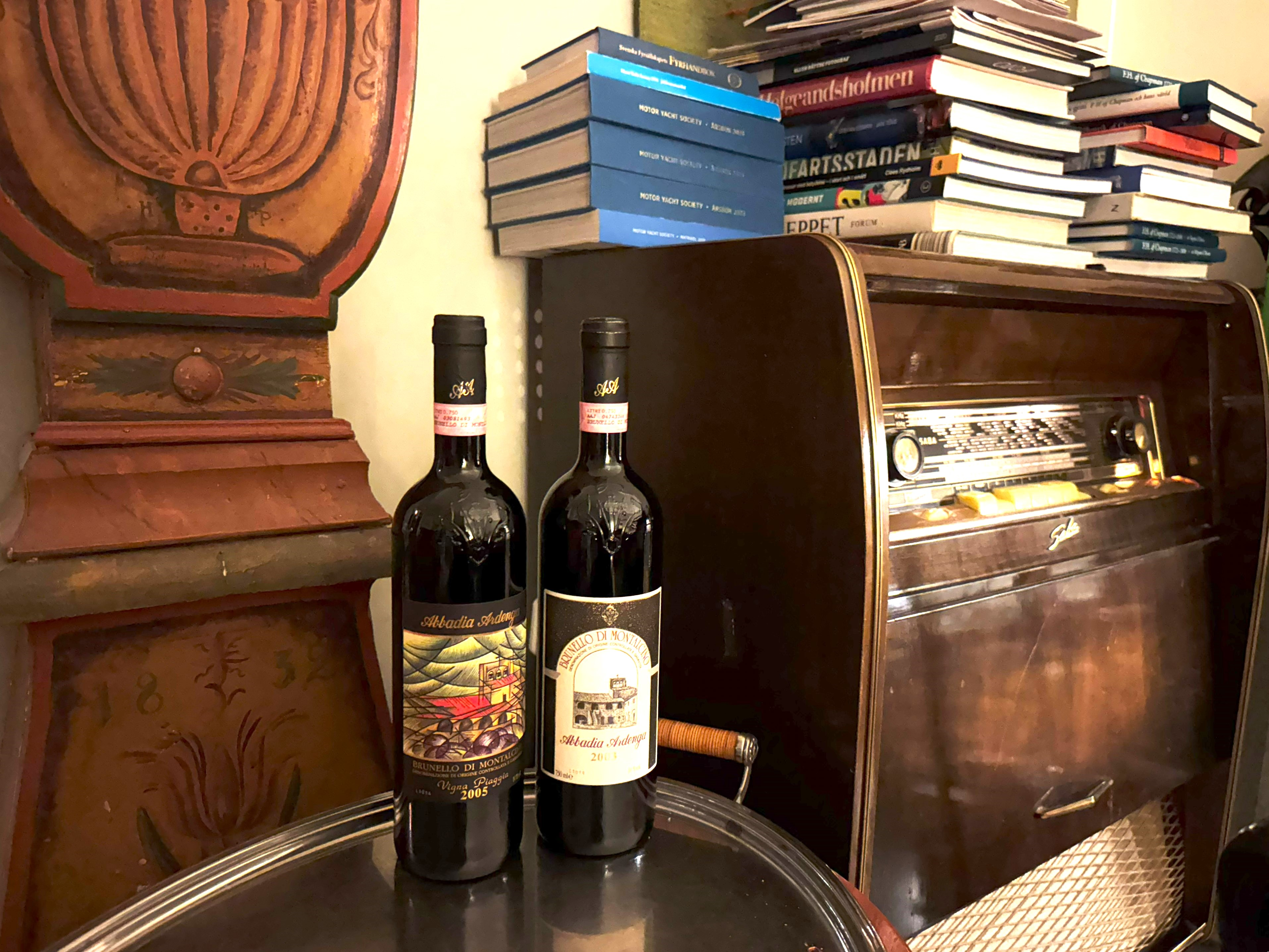
Brunello di Montalcino av Sangiovese-druvan i den högsta klassen av italienska viner, DOCG.

Sangiovese är en blå vindruva av arten Vitis vinifera. Den är speciellt vanlig i italienska viner.

## Historia
Sangiovese kommer ursprungligen antingen från Toscana eller den intilliggande regionen Emilia-Romagna. Den sägs härstamma från den vilda arten Vitis silvestris. Sangiovese förekommer i många olika kloner. I Montalcino kallas den Brunello eller Sangiovese Grosso, men är inte en separat klon. I själva verket har man urskilt sex olika brunellokloner.
Namnet betyder "Jupiters blod"

## Spridning
I centrala Italien är Sangiovese den mest odlade blå druvsorten och finns i många varianter. De bästa vinerna på Sangiovese odlas i regionen Chianti med omnejd. I övriga Europa förekommer Sangiovese i stort sett bara i Rumänien.  Viktiga odlingsområden utanför Europa är Kalifornien, Australien, Argentina och Chile. Druvan planteras alltmer på andra ställen.

## Karaktär
Sangiovese kan ibland förekomma som ensam druva, men den kan även blandas med andra druvsorter. Vanligt är att man blandar den med druvsorterna Merlot och Cabernet Sauvignon, kända från Bordeaux, för att göra en så kallad supertoskanare. Ibland blandar man även den med vita druvor.
Sangoviese utmärks av rik frukt, bra syra och tanninstruktur, doft av kryddor och körsbär och bittra körsbärskärnor i slutet. Andra beskrivningar brukar vara viol, tomat, örter och te.
Enklare sangioveseviner bör drickas inom ett par år. Finare viner från till exempel Chianti och Brunello di Montalcino vinner en hel del på att lagras. Den sistnämnda ibland uppemot 15-20 år.